# Ново-Комісарівка
Ново-Комісарівка (рос. Ново-Комиссаровка, рум. Comisarovca Nouă) — село в Дубоссарському районі в Молдові (Придністров'ї). Є центром Ново-Комісарівської сільської ради.
Станом на 2004 рік у селі проживало 26,6% українців.